# Betula bottnica
Betula bottnica là một loài thực vật có hoa trong họ Betulaceae. Loài này được Mela mô tả khoa học đầu tiên năm 1895.